# Gruppo Monte Terminillo
Gruppo Monte Terminillo este o arie protejată (arie specială de conservare — SAC, sit de importanță comunitară — SCI) din Italia întinsă pe o suprafață de 3.186 ha, integral pe uscat.

## Localizare
Centrul sitului Gruppo Monte Terminillo este situat la coordonatele 42°29′39″N 13°01′28″E / 42.494167°N 13.024444°E.

## Înființare
Situl Gruppo Monte Terminillo a fost declarat sit de importanță comunitară în iunie 1995 pentru a proteja 1 specie de plante și 11 specii de animale. Situl a fost protejat și ca arie specială de conservare în decembrie 2016.

## Biodiversitate
Situată în ecoregiunea mediteraneană, aria protejată conține 13 habitate naturale: Pante stâncoase calcaroase cu vegetație casmofită, Râuri de munte și vegetația lor lemnoasă cu Salix elaeagnos, Grohotișuri calcaroase și de șisturi calcaroase de la nivelul montan până la nivelul alpin (Thlaspietea rotundifolii), Formațiuni ierboase bogate în specii de Nardus, dezvoltate pe substraturi silicioase în zone montane (și în zone submontane, în Europa continentală), Lespezi calcaroase, Izvoare petrifiante cu formare de travertin (Cratoneurion), Pajiști uscate seminaturale și facies de acoperire cu tufișuri pe substraturi calcaroase (Festuco-Brometalia) (* situri importante pentru orhidee), Pajiști alpine și subalpine calcaroase, Păduri de fag din Apenini cu Taxus și Ilex, Păduri pe pante, grohotișuri și ravene de Tilio-Acerion, Pajiști alpine și boreale, Liziere de ierburi înalte hidrofile de câmpie și de nivel montan până la alpin, Formațiuni de Juniperus communis pe lande sau pajiști calcaroase.
La baza desemnării sitului se află mai multe specii protejate:
- plante (1): Himantoglossum adriaticum
- păsări (6): potârnichea de stâncă (Alectoris graeca graeca), fâsă-de-câmp (Anthus campestris), acvilă de munte (Aquila chrysaetos), șoim călător (Falco peregrinus), mierlă de piatră (Monticola saxatilis), Pyrrhocorax pyrrhocorax
- mamifere (2): lupul (Canis lupus), urs brun (Ursus arctos)
- nevertebrate (2): fluturele auriu (Euphydryas aurinia), Rosalia alpina
- reptile (1): Vipera ursinii

Pe lângă speciile protejate, pe teritoriul sitului au mai fost identificate 27 de specii de plante, 1 specie de păsări, 6 specii de mamifere, 3 specii de nevertebrate.